# Trang Le Hong
Trang Le Hong (* 1987 in Hanoi, Vietnam) ist eine deutsch-vietnamesische Schauspielerin. 

## Leben
Trang Le Hong wurde in Vietnam geboren und kam als kleines Kind mit ihrer Familie nach Deutschland. Sie studiert Betriebswirtschaftslehre an der Humboldt-Universität zu Berlin. Mit ihrer ersten Rolle, der Vietnamesin Lien in Wir sind jung. Wir sind stark., wurde sie für den Deutschen Schauspielerpreis 2015 für die beste Schauspielerin in einer Nebenrolle nominiert. 2023 trat sie neben Hape Kerkeling in der RTL-Miniserie Club Las Piranjas auf.

## Filmografie
- 2014: Wir sind jung. Wir sind stark.
- 2015: Ostfriesisch für Anfänger (Kinofilm)
- 2016: Die Spezialisten – Im Namen der Opfer (TV-Serie), Folge Große weite Welt
- 2018: In aller Freundschaft: Zwei Herzen (Fernsehfilm)
- 2019: Rate Your Date (Kinofilm)
- 2019: Jerks. (Fernsehserie), Folge Volker
- 2020: Polizeiruf 110: Söhne Rostocks
- 2021: Immer der Nase nach
- 2021: Barrys Barbershop
- 2021: Blutige Anfänger (Fernsehserie), Folge Hahn im Korb
- 2021: Ein starkes Team: Die letzte Runde
- 2022: Jolly Rogers (Mittellangfilm)
- 2023: Wir (Fernsehserie)
- 2023: SOKO Köln (Fernsehserie, Folge Vaterfreuden)
- 2023: Club Las Piranjas (Fernsehserie)
- 2024: SOKO Hamburg (Fernsehserie, Folge Tod in bester Lage)
- 2024: Tatort: Am Tag der wandernden Seelen